# Leucothyreus gabinius
Leucothyreus gabinius är en skalbaggsart som beskrevs av Ohaus 1931. Leucothyreus gabinius ingår i släktet Leucothyreus och familjen Rutelidae. Inga underarter finns listade i Catalogue of Life.